# TvOne
tvOne (dawniej Lativi) – indonezyjska stacja telewizyjna należąca do Visi Media Asia. Została uruchomiona w 2002 roku.